# ناگاساکی تاکاسوکه
ناگاساکی تاکاسوکه (به ژاپنی: 長崎 高資 ながさき たかすけ)، پسر ناگاساکی تاکاتسونا; یک سامورایی در اواخر دوره کاماکورا و گوکه‌نین در شوگون‌سالاری کاماکورا و از ملازمان خانواده توکوسو از خاندان هوجو بود. او کنترل شوگون‌سالاری را همراه با پدرش در دست گرفت.